# Claude Beausoleil
Pour les articles homonymes, voir Claude Beausoleil (chef opérateur) et Beausoleil.
Claude Beausoleil est un écrivain québécois, poète, traducteur et essayiste né à Montréal le 16 novembre 1948 et mort dans la même ville le 24 juillet 2020. Il écrit plus d'une soixantaine de titres, traduits en près de douze langues. En 1989, il devient membre de l'Ordre des francophones d'Amérique et il remporte, en 1980, le prix Émile-Nelligan.

## Biographie

### Enfance et études
Né le 16 novembre 1948, à Montréal, et mort le 24 juillet 2020 d'un cancer,, Claude Beausoleil fait des études en littérature à l'Université du Québec à Montréal et obtient un diplôme de maîtrise pour un mémoire sur Hubert Aquin. C'est là-bas qu'il rencontre son futur directeur littéraire aux Écrits des Forges, Bernard Pozier, ainsi que celle qui deviendra sa conjointe pour les trente prochaines années, Yolande Villemaire. Il s'inscrit ensuite à l'Université de Sherbrooke et complète un doctorat grâce à une thèse portant sur l'identité dans la poésie québécoise.

### Carrière
En 1972, il amorce la publication de recueils d'une poésie marquée par la sensualité et l'émotion des mots, en plus de s'attacher à la singularité et aux difficultés de la situation culturelle québécoise, seul fait français encore dynamique en Amérique du Nord. Poète tôt reconnu, il est lauréat du prix Émile-Nelligan 1980 pour Au milieu du corps l'attraction s'insinue.
À partir de 1973, il enseigne au Département de français du Cégep Édouard-Montpetit de Longueuil. En 1997, il y cofondera la revue de photographie et de poésie Saison baroque (revue).
Directeur de la revue littéraire Lèvres urbaines, il signe des notes de lecture et des critiques dans les revues Estuaire, Europe et American Poetry Review. Il est également chroniqueur de poésie pour le journal Le Devoir de 1978 à 1985.
Traducteur, il prépare et introduit un recueil de poèmes d'Émile Nelligan en espagnol. Il traduit également des auteurs mexicains tels que Garcia Lorca et Xavier Villaurrutia en plus de préparer une anthologie de la poésie mexicaine contemporaine.
Conférencier recherché, il a représenté la poésie québécoise et acadienne dans de nombreux festivals, colloques et lectures en France, aux États-Unis, en Belgique, en Espagne, au Mexique, en Colombie, en Italie, en Russie, en Bulgarie, en Roumanie, en Suède, en Argentine, etc,.

### Écriture
Au cours de sa carrière, Claude Beausoleil écrit près d'une soixantaine de titres, traduits dans près de douze langues. Il est le tout premier Poète de la cité de Montréal.
En 1991, le deuxième tome d'une anthologie de ses œuvres intitulé Une certaine fin de siècle remporte le prix de poésie des prix littéraires du Journal de Montréal et est finaliste pour le Prix du Gouverneur général du Canada. Le prix Alain-Grandbois 1997 lui est décerné pour Grand Hôtel des étrangers. Son recueil intitulé La Blessure du silence est lauréat du prix Louise-Labé 2009. En 2015, il obtient le Prix Heredia de l’Académie française pour Mystère Wilde, paru en 2014.
Ses poèmes ont été traduits en plusieurs langues dont l'anglais, l'espagnol, le catalan, le roumain, le bulgare, l'italien, le chinois et le japonais. Lui-même traducteur, il a traduit des poèmes de Federico Garcia Lorca (« Sonnets de l'amour obscur »), de Xavier Villarrutia (« Nostalgie de la Mort ») et de Silvia Pratt, en plus de publier une anthologie de la poésie mexicaine contemporaine .
Il a également préparé plusieurs anthologies de poésies issues de la francophonie, qu’elles soient québécoises, suisses romandes ou acadienne, en plus d’œuvrer à des rééditions de textes incontournables de la poésie tels que ceux de Emile Nelligan, Louis Fréchette, Clément Marchand et Walt Whitman.

### Postérité
Il a été membre de l’Académie Mallarmé, à l’instar de Gaston Miron. Ces deux poètes sont les seuls Québécois à avoir bénéficié d'un tel honneur.
Le fonds d'archives de Claude Beausoleil est conservé au centre d'archives de Bibliothèque et Archives nationales du Québec.

## Œuvres

### Poésie
- Intrusion ralentie, Éditions du Jour, Montréal, 1972, 132 p. (OCLC 299743843)
- Les Bracelets d'ombre, Éditions du Jour, Montréal, 1973, 62 p.  (ISBN 2890468046, 9782890468047, 2879621720 et 9782879621722)
- Journal mobile, Éditions du Jour, Montréal, 1974, 87 p.  (ISBN 9780776006185 et 0776006185)
- Avatars du trait, Les herbes rouges, Montréal , 1974, 68 p.  (ISBN 9782920051911)
- Le Sang froid du reptile - poésie tropicale, Les herbes rouges, Montréal, 1975, 24 p.  (ISSN 0441-6627)
- Motilité, Éditions de L’Aurore, Montréal, 1975, 83 p.  (ISBN 0885320379 et 9780885320370)
- Ahuntsic dream, Les herbes rouges, Montréal, 1975, 31 p.  (ISSN 0441-6627)
- Sens interdit, Éditions de l'A.C.F, Montréal, 1976, 30 p. (LCCN 77476584)
- Le Temps maya, Éditions Cul-Q, Montréal, 1977, 24 p. (OCLC 301423860)
- Les Marges du désir, Les Éditions du Coin, Ottawa, 1977, 51 p. (OCLC 15839868)
- La Surface du paysage, textes et poèmes, VLB, Montréal, 1980, 149 p., réédition en 1990
- Au milieu du corps l'attraction s'insinue, poèmes 1975-1980, Editions du Noroît, Saint-Lambert, 1980, 234 p.  (ISBN 2890180409 et 9782890180406)
- Dans la matière rêvant comme d'une émeute, Les Écrits des Forges, Trois-Rivières, 1982, 21 p.  (ISBN 2890460452 et 9782890460454)
- Une certaine fin de siècle, poèmes 1973-1983, Les Écrits des Forges, Trois-Rivières, 1983, 346 p.  (ISBN 2890180794 et 9782890180796)
- D'autres sourires de stars, Le Castor Astral, Bègles, 1983, 70 p.  (ISBN 2859200738 et 9782859200732)
- Langue secrète, Nbj, Montréal, 1984, 19 p.  (ISBN 289314019X et 9782893140193)
- S'inscrit sous le ciel gris en graphiques de feu, Écrits des Forges, Trois-Rivières, 1985, 114 p.  (ISBN 2890460789 et 9782890460782)
- Découvertes des heures, Nbj, Montréal, 1985, (OCLC 16046228)
- Il y a des nuits que nous habitons tous, illustré de dessins réalisés à l'ordinateur par Herménégilde Chiasson, Editions du Noroît, Saint-Lambert, 1986, 195 p.  (ISBN 2890181278, 9782890181274, 2859201106 et 9782859201104)
- Travaux d'infini, Editions du Noroît, Saint-Lambert, 1988, 126 p.  (ISBN 2890181642 et 9782890181649)
- Grand Hôtel des étrangers, Écrits des Forges, Trois-Rivières / Le temps des cerises, Pantin, France, 1988, 145 p.  (ISBN 9782896451005, 2896451005, 9782841097623 et 2841097625)  (réédition en 1996)
- Parler 101, Écrits des Forges, Trois-Rivières, 1989, 69 p.  (ISBN 2890461785 et 9782890461789)
- Une certaine fin de siècle, tome 2, Écrits des Forges, Trois-Rivières / Castor astral Pantin, France, 1991, 470 p.  (ISBN 2890182061 et 9782890182066)
- Fureur de Mexico, Écrits des Forges, Trois-Rivières, 1992, 189 p.  (ISBN 2879620120, 9782879620121, 2890462757, 9782890462755, 2920221299 et 9782920221291)
- L'Usage du temps, Les herbes rouges, Montréal, 1993, 63 p.  (ISBN 2894190379 et 9782894190371)
- Fusion, illustré d'estampes originales de Jocelyne Aird-Bélanger, Éditions Incidit, Val-David, 1993  (ISBN 2980242721 et 9782980242724)
- Le Déchiffrement du monde, Les herbes rouges, Montréal, 1993, 65 p.  (ISBN 2894190395 et 9782894190395)
- La Ville aux yeux d'hiver, Les Écrits des forges, Trois-Rivières, 1994, 150 p.  (ISBN 2890464717, 9782890464711, 2825110884 et 9782825110881) (réédition en 1998)
- La Vie singulière, Les Herbes rouges, Montréal, 1994, 97 p.  (ISBN 9782894190647 et 2894190646)
- La Manière d'être, Les Herbes rouges, Montréal, 1994,100 p.  (ISBN 2894190638 et 9782894190630)
- Le Rythme des lieux, Les Écrits des forges, Trois-Rivières, 1995, 212 p.  (ISBN 2890463605 et 9782890463608)
- Rue du jour, Les Herbes rouges, Montréal, 1995, 115 p.  (ISBN 2894190832 et 9782894190838)
- Quatre Échos de l'obscur, Les Écrits des forges, Trois-Rivières, 1997, 81 p.  (ISBN 2890464555 et 9782890464551)
- Le Chant du voyageur, Les Herbes rouges, Montréal, 1998, 281 p.  (ISBN 2894191464 et 9782894191460)
- Exilé, Les Herbes rouges, Montréal, 1999, 107 p.  (ISBN 2894191642 et 9782894191644)
- L'espace est devant nous, Le Castor Astral, Bègles, 1999   (ISBN 2859203753 et 9782859203757)
- La Parole jusqu'en ses envoûtements, Les Écrits des forges, Trois-Rivières, 2001, 72 p.  (ISBN 2890466523 et 9782890466524)
- Les Passions extérieures, Les Écrits des forges, Trois-Rivières, 2002, 197 p.  (ISBN 2890466949, 9782890466944, 285920492X et 9782859204921)
- Dépossessions, Les Écrits des forges, Trois-Rivières, 2003, 148 p.  (ISBN 2879621658, 9782879621654, 2890467627 et 9782890467620)
- Le Baroque du Nord, Les Herbes rouges, Montréal, 2003, 108 p.  (ISBN 2894192096)
- Lecture des éblouissements, Les Écrits des forges, Trois-Rivières, 2004, 102 p.  (ISBN 2890468763, 9782890468764, 2859205659, 9782859205652, 2879621860 et 9782879621869)
- Regarde, tu vois, Écrits des Forges, Trois-Rivières / Castor astral, France, 2006, 77 p.  (ISBN 2859206493, 9782859206499, 2890468623 et 9782890468627)
- L'Inscription lyrique, Écrits des Forges, Trois-Rivières / Plan C Editores, Mexico, 2010, 67 p.  (ISBN 9786079543303, 6079543303, 9782896451418 et 2896451412)
- Sonnets numériques, Les Écrits des forges, Trois-Rivières, 2007, 158 p.  (ISBN 9782896450213 et 2896450211)
- La Blessure du silence, Les Écrits des forges, Trois-Rivières, 2009, 51 p.  (ISBN 9782896450831, 2896450831, 9782854464344 et 2854464346)
- Black Billie, Le Castor Atral, Bègles, 2010, 185 p.  (ISBN 9782859208189 et 2859208186)
- L'Autre Voix, Écrits des Forges, Trois-Rivières, 2011, 80 p.  (ISBN 9782896451821 et 289645182X)
- De plus loin que le vent, Écrits des Forges, Trois-Rivières, 2011, 152 p.  (ISBN 9782896452057 et 2896452052)
- Amérikerouac, V. Rougier, Soligny-la-Trappe, France, 2012, 41 p.  (ISBN 9782913040878 et 291304087X)
- Mémoire de neige, Écrits des Forges, Trois-Rivières, 2013, 123 p.  (ISBN 9782896452408 et 2896452400)
- Mystère Wilde, Écrits des Forges, Trois-Rivières, 2014, 277 p.  (ISBN 9782896452613 et 2896452613)
- Cette musique de Keats, Écrits des Forges, Trois-Rivières, 2017, 69 p.  (ISBN 9782896453467 et 2896453466)
- En un grand souffle noir, Écrits des Forges, Trois-Rivières, 2019, 143 p.  (ISBN 9782896453832, 2896453830 et 9782896453764)

### Romans, nouvelles, récits
- Dead line - récits, Éd. D. Laliberté, Montréal, 1974, 163 p. (OCLC 468488400)
- Promenade modern style, Éditions de l'A.C.F., Montréal, 1975 (LCCN 76473504)
- Fort Sauvage, L’Hexagone, Montréal, 1994, 124 p.  (ISBN 2890065197 et 9782890065192) (réédition 1996)
- Architecte des sentiments, Le Castor Astral, Bègles, 2005, 363 p.  (ISBN 2859205888)
- Alma, XYZ, Montréal, 20069, 116 p.  (ISBN 9782892614671 et 2892614678) (Réédition Les Écrits des forges, Trois-Rivières, 2016, 112 p.  (ISBN 9782896453092))

### Essais
- Les Livres parlent, Les Écrits des forges, Trois-Rivières, 1984, 235 p.  (ISBN 2890460665 et 9782890460669)
- Extase et Déchirure, Les Écrits des forges, Trois-Rivières, 1987, 192 p.  (ISBN 289046105X et 9782890461055)
- Librement dit, carnets parisiens, L’Hexagone, Montréal, 1997, 297 p.  (ISBN 2890065545 et 9782890065543)
- Oscar Wilde, pour l’amour du Beau, Le Castor Astral, Bègles, 2001, 154 p.  (ISBN 2859204067 et 9782859204068)

### Anthologies de poésie (directeur)
- La Poésie mexicaine : anthologie, Les Écrits des forges, Trois-Rivières, 1993, 224 p.  (ISBN 2859201637 et 9782859201630)
- Poésie du Québec, Asbl identités Wallonie Bruxelles, Amay (Belgique), 1991, 156 p. (OCLC 49129892)
- La poésie suisse romande, Les Écrits des forges, Trois-Rivières, 1993, 210 p.  (ISBN 2859202196, 9782859202194, 2881083218, 9782881083211, 289046301X et 9782890463011)
- La poésie acadienne (1948-1988), co-direction avec Gérald Leblanc, Les éditions Perce-Neige et Les Écrits des forges, 1997, 126 p.  (ISBN 2890464083)

### Ouvrages collectifs
- Québec 2008 : 40 poètes du Québec et de France, Trois-Rivières (Québec)/La Chevallerais, Coédition Écrits des Forges (Québec) et Sac à Mots (France), 210 p. (ISBN 978-2-89645-062-6 et 978-2-915299-26-7)recueil collectif de poésie en langue française avec vingt auteurs dont France Mongeau, Yolande Villemaire, Claude Beausoleil, Denise Boucher, Stéphane Despatie, Claudine Bertrand  pour le Québec et Georges Bonnet, Odile Caradec, Raymond Bozier, Jean-Claude Martin, James Sacré, Josyane de Jesus-Bergey pour la France

## Prix et honneurs
- 1980 : lauréat du Prix Émile-Nelligan pour Au milieu du corps l'attraction s'insinue[12]
- 1983 : finaliste au Prix du Gouverneur général, Une certaine fin de siècle : poésie 1973-1983[13]
- 1991 : lauréat du Prix de poésie Terrasses Saint-Sulpice[14]
- 1991 : finaliste au Prix du Gouverneur général, Une certaine fin de siècle, tome 2[13]
- 1991 : lauréat du Prix littéraires du Journal de Montréal de poésie, Une certaine fin de siècle, tome 2[6]
- 1991 : lauréat du Prix de poésie du Concours de La petite bibliothèque du parfait Montréalais[6]
- 1993 : lauréat du Prix Georges-Limbour pour Fureur de Mexico[6]
- 1997 : lauréat du Prix Alain-Grandbois pour Grand Hôtel des étrangers[15]
- 1997 : lauréat du Grand Prix du Festival international de la poésie
- 1999 : finaliste au Prix du Gouverneur général, Le Chant du voyageur[13]
- 2004 : lauréat du Prix de poésie Gatien-Lapointe - Jaime-Sabines[16]
- 2004 : lauréat du Grand Prix du Festival international de la poésie pour Lecture des éblouissements[17]
- 2009 : lauréat du Prix Louise-Labé pour La Blessure du silence[18]
- 2010 : Finaliste au prix Guillaume-Apollinaire pour Black Billie
- 2011 : lauréat du Prix de poésie Charles-Vildrac[6]
- 2013 : Finaliste au prix de poésie de l'Académie française
- 2015 : lauréat du Prix Heredia de l’Académie française pour Mystère Wilde[19]

### Décorations
- 1989 : Membre de l'Ordre des francophones d'Amérique[20]
- 2011 : nommé Poète de la Cité de Montréal[21]